# 清华大学能源与动力工程系
清华大学能源与动力工程系，简称能動系，前身是1932年设立的机械工程系动力工程组。主要从事能源开发、环境保护、清洁燃烧等方面研究。

## 历史
- 1932年，成立机械工程学系，其中包括动力工程组。
- 1935年，机械工程馆（今热能系系馆）建成。
- 1952年，院系调整，单独成立动力机械系。
- 1960年，在原汽车、拖拉机专业基础上成立农业机械系。动力机械系与农业机械系合署办公，简称动农系。
- 1970年，动农系分解，其中热电专业（同时改成锅炉专业）、燃气轮机专业转入电机系，热工量测及自动控制专业转入自动控制系，热工教研组转入化学工程系。
- 1978年，恢复动力工程系，改名为热能工程系。锅炉专业改名热能工程专业。
- 2017年12月，更名为能源与动力工程系

## 机构
- 工程热物理研究所
- 热能工程研究所
- 动力机械与工程研究所
- 流体机械与工程研究所
- 热能动力仿真与控制研究所

- 热科学与动力工程教育部重点实验室
- 工业锅炉及民用煤的清洁燃烧国家工程研究中心
- 电力系统和大型发电设备安全、控制及仿真国家重点实验室
- 水沙科学与水利水电工程国家重点实验室